# ロッチデール先駆者協同組合

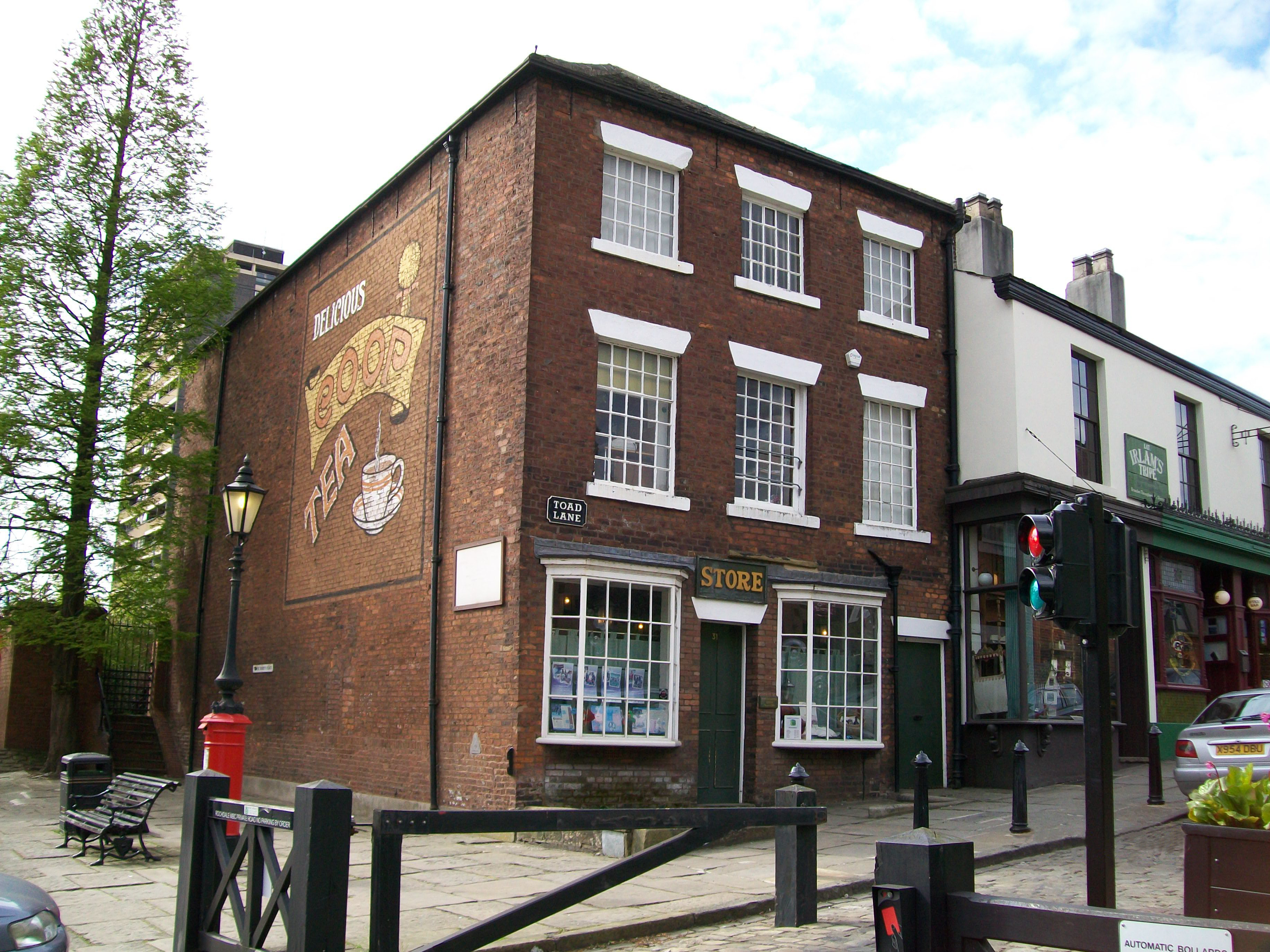
組合の最初の店舗、事務所。トード・レーン（ガマ通り）に面した建物の倉庫として使われていた一階部を3年契約で借りた。その後、建物全体を借り上げ、会議室や図書室なども設置された。現在は博物館となっている。

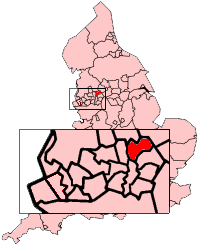
現在のイングランドの行政区分。赤が大マンチェスター州ロッチデール区。先駆者組合創立時はランカシャー州に属していた。

ロッチデール先駆者協同組合（ロッチデールせんくしゃきょうどうくみあい英語: Rochdale Pioneers Co-operative）又はロッチデール公正先駆者組合（ロッチデールこうせいせんくしゃくみあい英語: The Rochdale Society of Equitable Pioneers）は協同組合運動の先駆的存在となった生活協同組合である（以下、先駆者組合）。1844年12月21日にイギリスはランカシャーのロッチデール（マンチェスターに近い）（Rochdale）で最初の店舗が開設された。他の協同組合との合併を繰り返し、その系譜はThe Co-operative Groupに受け継がれている。日本では、ロッチデール組合、ロッチデール公正開拓者組合、ロッチデール正義の先駆者などと訳されることもある。
創立の直接的な背景としては減給、日々の食料や衣類等の生活必需品の品質の悪化や取引における公正さの欠如等、労働者たちの置かれていた状況の悪化があった。その中で先駆者組合は、「組合員の社会的・知的向上」「一人一票による民主的な運営」「取引高に応じた剰余金の分配」などを掲げ、協同組合運動の理念を現実化させていった。
当時、ロバート・オウエンの社会主義のプログラム「産業上の自由をもつ手段として、労働組合のかわりに、組合的な企業を組織すること」の思想の影響を受けて多くの協同運動が組織されていたが、失敗に終わるのが常であった。先駆者組合の創立者は先人の失敗をふまえることで、運動を成功させるに至った。その経験はジョージ・ヤコブ・ホリョークにより伝えられ、ロッチデール原則として他の協同組合に受け継がれていった。

## 創立宣言
その創立宣言には、ロバート・オウエンの思想の空想的な部分を排除し、当初の計画としては、
- 組合の販売店をつくり、日用品や衣類を扱う。
- 組合員の住居となる家を建築または購入し、家庭的にも社会的にも環境改善を図る。
- 組合員の中の失業者や、賃金が下げられ貧困に陥った者の職を確保する製造事業を始める。
- 組合員が、その利益や安全を守るために耕せる土地の購買または借り入れを進んで行う。
- 組合員のための諸機関（生産、分配、教育や政治）を整える。

上記のように、組合員や、その他の組合等、利益を同じくする者たちが、自給自足を可能にする村の建設の援助、同じ目的の他の組合の援助等が挙げられていた。

## 特徴
以下に、先駆者組合の特徴を示す。これらは当時の他の協同組合にも見られたものであるが、持続的、恒久的な運営がされ後の世に手本として示されたということが重要であり、後にロッチデール原則（後述）として体系化されていった。
1. 購買高による剰余金の分配
剰余はそれを生み出したものに与えられるべきとの考えによる[4]。
2. 品質の維持
当時の社会状況は、物価が上がっても値段を上げられないため、異物の混入や重量のごまかしが多かった（食の安全#歴史）[5]。
3. 市価での取引
適正な利益を得て剰余金を分配するため、また、安売り競争で商品の品質を犠牲にすることを防ぐため[6]。
4. 現金での販売制度
当時は小売店での購買は掛け売りで行われており、多くの労働者は常に多額の負債を抱えていた。労働者を負債から解放するため、現金での取引が義務付けられた。また、信用制度への不信感もあった[7]。
5. 組合管理での組合員の平等。投票は、一人一票で委任不可の原則。（組合員、一人一人に民主的投票権を与える）[8]
6. 組合の政治的、宗教的な中立の原則。（組合員の信仰と思想の自由の原則）[9]
7. 教育の推進

### 教育の推進
先駆者組合は組合員の社会的・知的向上を目的の一つにしており、四半期ごとに剰余の2.5%が教育費とされた。
1854年に本店に設けられた新聞閲覧室は日曜日も含め朝9時から夜9時まで開かれていた。当時、公共図書館ではあった検閲が行われなかった。1861年には蔵書が5千冊に達し、顕微鏡・望遠鏡を借りることもできた。支部にも同様の施設が設けられていた。
組合員の子女は科学、美術、フランス語などの教育を受けることができた。成人向けの講演も行われており、ケンブリッジ大学からは公開講座が提供されていた。1864年に100ポンドの特別教育基金が用意され、優秀な生徒に賞金が与えられていた。

## ロッチデール原則
先駆者組合では組合員が討論を重ね、定款が改正されていった。運営の経験からは、後にロッチデール原則として知られることになる、いくつかの原則が導き出され、協同組合を運営する手本とされた。
1937年、ロッチデール原則は国際協同組合同盟のパリ大会で公式なものとなった。以下の7つが国際協同組合運動の原則として、協同組合の要件とされた。
1. 公開の原則 Open Membership
2. 民主的運営の原則（一人一票制） Democratic Control (One Man, One Vote)
3. 利用高比例割戻の原則 Distribution of the surplus to the members in proportion to their transactions
4. 出資金利子制限の原則 Limited Interest on Capital
5. 政治的・宗教的中立の原則 Political and Religious Neutrality
6. 現金取引の原則 Cash Trading
7. 教育活動促進の原則 Promotion of Education

このうち、最初の5つが協同組合の精神を表したものであり、残りの2つは事業の内容に関わるものである。1963年の国際協同組合同盟の大会でソビエト連邦の生協連合の動議を受けて、5番目の政治的・宗教的中立の原則が議論の対象になった。1966年の改訂で、この条項は削除された。他にも、現金取引の原則は後退し、営利事業としての性格を排除するために剰余金に関する規則の変更が行われた。その後、1995年にも改訂された。

## 年表
- 1829年、ロッチデールで大ストライキが起こった。
- 1830年12月、フランネル織布工がロッチデール友愛生産共同組合を設立。
- 1833年～1835年、友愛生産共同組合は織物製品と生活必需品を販売する店舗を設けるが、経営に失敗し閉鎖された。（掛け売りのこげつきによる）
- 1842年、友愛生産共同組合が解散。
- 1842年12月、先駆者組合設立に向けて、チャーチスト、オウエン主義者が活動を始めた。
- 1843年、ロッチデールで大ストライキが起こった。繰り返されるストライキと失職により労働者の生活環境は悪化していった。

- 1844年8月15日、28人の「先駆者」により先駆者組合の創立が宣言された。
  - 組合員は一口一ポンドの出資を引き受け、毎週2ペンス（後に3ペンス）ずつ積み立てた。
  - 組合員から集めた出資金は22ポンドに達し、借入金6ポンドを加えて事業資金とした。
- 1844年12月21日、先駆者組合の最初の店舗が開設される。
  - 最初の商品は小麦粉、バター、砂糖、オートミールの4品目だけであった。仕入れには16ポンド2シリング7ペンスを要した。
  - 店舗は倉庫の一階を3年契約で借り上げた。
- 1846年10月、食肉の取り扱いを始めた。
- 1847年、倉庫全体を借り上げた。衣料品の取り扱いを始めた。
- 1849年8月、新聞・雑誌の取り扱いを始めた。
- 1850年、製粉工場の経営を協同組合方式で開始。
- 1850年2月4日、宗教上の論争を禁止する要求に対し、議論の自由を保障する決議が総会でなされた。
- 1852年、製靴、木靴、仕立物の生産、取り扱いを始めた。
- 1855年、卸売部門が設けられ、ヨークシャー、ランカシャーの協同組合へ商品を供給した。
- 1855年、生産組合を設立。紡績と毛織物を扱う。
- 1857年、ジョージ・ヤコブ・ホリョークがデイリーニュースの連載記事で先駆者組合を紹介し、国際的に知られるようになった[注 1]。
- 1861年～1864年、アメリカ合衆国で南北戦争が勃発。綿不足によりイギリスの綿産業が危機的状況になった。
- 1867年、中央店舗が開店。[12][13]

- 1976年、オルダム生協と合併し、パイオニア生協（Pioneers Co-operative Society Limited）となった[14]。
- 1991年、Norwest Co-operative Society Limited に吸収された[15]。同年、United Co-operatives Limited[16]。
- 2007年、Co-operative Group Limited に吸収された[17]。